# PEN Club Internacional
El PEN Club Internacional (acrònim de Poets, Essayists and Novelists) és una associació d'escriptors que té com a objectius promoure la literatura, defensar la llibertat d'expressió, crear una comunitat internacional d'escriptors i protegir els escriptors perseguits. El PEN Club fou fundat el 5 d'octubre del 1921 per l'escriptora anglesa Catherine Amy Dawson Scott. El novel·lista i dramaturg John Galsworthy en va ser el primer president.

## Organització
L'organització està formada per 152 centres a 104 països. Cada centre funciona autònomament i manté els lligams amb els altres mitjançant la secretaria internacional del PEN. Pel que fa als membres, estan oberts a tots els escriptors que hagin publicat. Fruit d'aquest treball es va aprovar la Declaració Universal dels Drets Lingüístics el 1996. La Declaració va ser proclamada a Barcelona en el marc de la Conferència Mundial de Drets Lingüístics, promoguda pel PEN Club i pel CIEMEN, amb el suport de la UNESCO.
El 2014, al congrés celebrat al Kirguizstan, el català Carles Torner en fou nomenat director executiu. Des d'octubre de 2015 la presidenta és Jennifer Clement, una escriptora que fou presidenta del PEN Mèxic i n'és actual membre. És la primera presidenta femenina del PEN Club Internacional. El PEN és cofundador del Premi PEN/Faulkner de Ficció, establert el 1981.

## Comitès
- Comitè d'Escriptors Empresonats
- Comitè de Traducció i Drets Lingüístics (és presidit des del primer dia pel PEN català)
- Comitè d'Escriptors per la Pau
- Comitè de Dones Escriptores